# 昌都地区 (省级)
昌都地区为1950年至1956年间中华人民共和国的一个省级地区。

## 历史

昌都地区人民解放委员会所辖地区

1950年10月19日后，中华人民共和国成立了直属于中央人民政府政务院管辖的昌都地區人民解放委員會，并下设3个管辖区，即昌都解放委员会直辖13个宗、三十九族地区第一办事处所辖10个宗和波密地区第二办事处所辖3个宗及盐井、察隅共28个宗。
1956年西藏自治区筹备委员会成立，昌都地区则划归其管辖，改称昌都专区，不再具有省级地位。1960年初，设昌都专区行署，专区行署驻昌都镇。1970年改名昌都地区。